# Алмали (Саркандський район)
Алмали́ (каз. Алмалы) — село у складі Саркандського району Жетисуської області Казахстану. Адміністративний центр Алмалинського сільського округу.
У радянські часи село називалося Новопокровка.
Населення — 3276 осіб (2021; 3361 у 2009, 3455 у 1999, 4099 у 1989).